# Topazio (sommergibile)
Il Topazio è stato un sommergibile della Regia Marina.

## Storia
Partecipò clandestinamente alla guerra di Spagna, al comando del tenente di vascello Giuseppe Caputi, a partire dal novembre 1936 (fu uno dei primi sommergibili italiani a prendere parte a quella guerra). Fu, tra l'altro, il primo sommergibile sul quale si verificò un fenomeno sospetto: l'ufficiale spagnolo imbarcato – nella fattispecie il capitano di corvetta Fernandez Bobadilla –, all'avvistamento una formazione di navi da guerra con ogni probabilità appartenenti alla Marina spagnola repubblicana, non si dimostrò in grado di riconoscere le unità, rendendo così impossibile l'attacco. Questo fa pensare, come ebbe a scrivere il comandante Caputi nel suo rapporto, “Trattandosi di ufficiali di primissimo ordine sotto ogni aspetto (…) il mancato riconoscimento delle unità incontrate (…) doveva essere una omertà voluta e premeditata. Qualunque ufficiale alla distanza di 2000 o 3000 metri riconosce con assoluta certezza una unità della propria marina vista di profilo”. È credibile che gli ufficiali spagnoli cercassero di evitare gli attacchi a unità della propria Marina da guerra per conservarle per la nuova marina che sarebbe sorta dopo il conflitto.
Durante un'altra missione spagnola, il 12 febbraio 1937, bombardò – al comando del capitano di corvetta Paolo Pesci – il porto di Valencia; durante quest'azione il cannone andò accidentalmente distrutto.
Nel 1940 faceva parte della 62ª Squadriglia Sommergibili e aveva base a Tobruk.
All'ingresso dell'Italia nella seconda guerra mondiale si trovava già – al comando del capitano di corvetta Emilio Berengan – in missione nel Golfo di Sollum. Fece ritorno a Tobruk il 14 giugno, senza aver trovato navi nemiche.
Il 29 giugno fu nuovamente inviato nelle acque prospicienti Sollum e vi permase sino al 9 luglio, quando, non avendo riportato alcun avvistamento, assunse rotta per Taranto, dove avrebbe subito lavori di manutenzione. Il 12 luglio, durante la navigazione, s'imbatté in una scialuppa alla deriva e, avvicinatosi per controllare, scoprì che conteneva sei uomini ormai allo stremo: si trattava degli unici superstiti fra i 36 uomini del cacciatorpediniere Espero che avevano abbandonato la nave su quell'imbarcazione, due settimane prima.
Rimase poi ai lavori sino ad ottobre.
Il 16 ottobre operò a nordest di Marsa Matruh, rientrando alla base il 21.
L'8 novembre fu invece inviato, unitamente a quattro altri sommergibili, una novantina di miglia a sud/sudest di Malta, per contrastare l'operazione britannica «Coat» (con vari obiettivi, tra i quali l'invio di navi da guerra da Gibilterra ad Alessandria d'Egitto, di un convogli a Malta e in Grecia, l'attacco aerosilurante contro Taranto e l'attacco a convogli italiani nel Basso Adriatico). Nella notte del 10-11 avvistò, a 8000 metri di distanza, un convoglio formato da quattro mercantili con una potente scorta (si trattava del convoglio per Malta); si avvicinò alla massima velocità e all'1.33, da circa 3000 metri, lanciò due siluri all'indirizzo dei trasporti, avvertendo poi due detonazioni. Non esistono comunque riscontri di danneggiamenti (ma le fonti inglesi non riportano nemmeno l'attacco). Il Topazio fu poi bombardato per un'ora e mezza con cariche di profondità gettate da due delle navi della scorta.
Nel 1941 fu impiegato sia in Egeo che al largo del Nord Africa.
Verso le nove di sera del 10 settembre 1941 intercettò il piroscafo britannico Murefte (691 tsl) al largo di Beirut (nel punto 33°27' N e 34°54' E), lo mitragliò e cannoneggiò, immobilizzandolo, lo fece abbandonare dall'equipaggio e quindi lo finì con tre siluri.
Nel gennaio 1942 il comandante Berengan passò le consegne al tenente di vascello Bruno Zelik. Nello stesso mese il sommergibile effettuò una missione tra Bengasi ed Alessandria d'Egitto.
Subì poi un periodo di lavori di manutenzione a Lero, protrattisi sino all'ottobre 1942. In questo lasso di tempo il comando dell'unità passò al tenente di vascello Mario Patané. Ritornato in servizio, il Topazio fu dislocato a Taranto.
Il 27 ottobre 1942 fu inviato a meridione delle Baleari; il 7 dicembre individuò un convoglio con rotta per Algeri ed attaccò un cacciatorpediniere con il lancio, infruttuoso, di un siluro. Rientrò alla base il 9 novembre.
In dicembre fu mandato una cinquantina di miglia a sud di Malta per intercettare la Forza K britannica, che si prevedeva sarebbe uscita in mare per attaccare i convogli italiani; il 14 dicembre, all'1.27, avvistò la Forza K – composta da tre incrociatori e due cacciatorpediniere –, e, sebbene la contromanovra delle navi inglesi rendesse poco probabile un successo, lanciò tre siluri contro i cacciatorpediniere, i quali però li schivarono con la manovra.
Nel marzo 1943 svolse una missione di dieci giorni nel Golfo della Sirte.
Il 10 aprile 1943 era a La Maddalena quando un violento bombardamento aereo statunitense colpì la base (affondando gli incrociatori Trieste e Gorizia): il Topazio rimase indenne ma registrò un morto ed un disperso fra l'equipaggio sceso a terra.
Dal 10 maggio al 1º settembre rimase in manutenzione a La Maddalena. Assunse poi il comando del sommergibile il tenente di vascello Pier Vittorio Casarini.
Il 7 settembre 1943, nell'ambito del «Piano Zeta» di contrasto all'ormai imminente sbarco anglo-americano a Salerno, fu disposto in agguato tra il Golfo di Gaeta ed il Golfo di Paola, insieme ad altri dieci sommergibili.
All'annuncio dell'armistizio il Topazio ricevette l'ordine di immergersi fino alla profondità di 80 metri, di tornare in superficie alle otto dell'indomani e di restare poi in emersione issando la bandiera italiana ed una nera al periscopio; ricevette quindi l'ordine di dirigere per Bona, ove si sarebbe dovuto consegnare agli Alleati.
Il 9 ed il 10 settembre i sommergibili che si trovavano nelle vicinanze del Topazio – Marea, Turchese, Diaspro – lo avvistarono più di una volta, mentre eseguiva l'ordine; dalla serata del 10 settembre, però, del Topazio non si ebbero più notizie.
Dalle fonti inglesi si venne poi a sapere che il 12 settembre un velivolo aveva attaccaton sommergibile privo di contrassegni che ne rivelassero l'identità e non in rotta per Bona (in quella zona non poteva esserci che il Topazio, ma non si spiega perché si stesse dirigendo con rotta diversa da quella ordinata e avesse ritirato la bandiera nera, dopo due giorni che eseguiva gli ordini), colpendolo con una bomba ed affondandolo nel punto 38°39' N e 9°22' E; alcuni membri dell'equipaggio, nonostante la rapidità dell'affondamento, avevano potuto abbandonare l'unità ma non erano stati soccorsi.
Il sommergibile aveva svolto in tutto 41 missioni di guerra, percorrendo 22.016 miglia in superficie e 3883 in immersione.

## Nominativi dei Caduti
Non si ebbero, quindi, superstiti del Topazio: scomparvero in mare il Comandante Pier Vittorio Casarini, altri 5 ufficiali, 14 sottufficiali e 29 marinai (tra Sottocapi e Comuni):
- Ufficiali dello Stato Maggiore Generale della Regia Marina:

1. Tenente di Vascello Comandante Pier Vittorio Casarini, da Cremona
2. Tenente di Vascello Comandante in 2ª Bruno Cipriani, da Verona
3. Capitano del Corpo del Genio Navale Direttore di Macchina Pietro Gemellaro, da Messina
4. Sottotenente di Vascello Aldo Mascardi, da Albenga
5. Guardiamarina Nicola Batazzi, da Jesi
6. Aspirante Guardiamarina Alberto Lauro, da Genova

- Sottufficiali del Corpo Regi Equipaggi Marittimi della Regia Marina:

1. Capo di 1ª Classe Silurista Aldo Nicolai, da Aulla
2. Capo di 2ª Classe Elettricista Pietro Viola, da Barbianello
3. Secondo Capo Motorista Ignazio Catalano, da Giarre
4. Secondo Capo Elettricista Ludovico Ciccarelli, da Napoli
5. Secondo Capo Motorista Bruno Dalto, da Conegliano
6. Secondo Capo Motorista Francesco Laverso, da Rosarno
7. Secondo Capo Segnalatore Tommaso Marino, da Procida
8. Sergente Silurista Carmine Apostolico, da Salerno
9. Sergente Furiere Wilson Bordoni, da Terni
10. Sergente Radiotelegrafista Andrea Cafagno, da Bari
11. Sergente Nocchiere Marco Giammanco, da Palermo
12. Sergente Radiotelegrafista Fausto Parmeggiani, da Castelnuovo Rangone
13. Sergente Silurista Silvio Salzillo, da Capua
14. Sergente Motorista Umberto Stefanelli, da Formia

- Sottocapi e Comuni del Corpo Regi Equipaggi Marittimi della Regia Marina:

1. Sottocapo Elettricista Carmine Barra, da Cardito
2. Sottocapo Furiere Gennaro Galdi, da Salerno
3. Sottocapo Elettricista Pietro Guiducci, da Genova
4. Sottocapo Elettricista Eugenio Mamini, da Ravenna
5. Sottocapo Silurista Giordano Piva, da Milano
6. Sottocapo Silurista Quirino Quaglieri, da Isola del Liri
7. Sottocapo Cannoniere Giacomo Toniutti, da Follina
8. Sottocapo Radiotelegrafista Antonio Usai, da Cagliari
9. Comune di 1ª Classe Motorista Sante Alberti, da Bardolino
10. Comune di 1ª Classe Cannoniere Eugenio Battistini, da Ravenna
11. Comune di 1ª Classe Elettricista Attilio Boreanaz, da Attimis
12. Comune di 1ª Classe Radiotelegrafista Miro Buha, da Zara
13. Comune di 1ª Classe Motorista Giuseppe Cesaria, da Latiano
14. Comune di 1ª Classe Nocchiere Giuseppe Cosentino, da Mistretta
15. Comune di 1ª Classe Silurista Bruno Feruglio, da Remanzacco
16. Comune di 1ª Classe Motorista Emilio Gambacurta, da Terracina
17. Comune di 1ª Classe Motorista Giuseppe Gambarana, da Ossago Lodigiano
18. Comune di 1ª Classe Fuochista Aldo Lagomarsino, da Genova
19. Comune di 1ª Classe Nocchiere Marico Lazzarini, da Rimini
20. Comune di 1ª Classe Cannoniere Luigi Novellino, da Casaletto Spartano
21. Comune di 1ª Classe Silurista Bartolomeo Raffaele, da Reggio Emilia
22. Comune di 1ª Classe Silurista Giovanni Sblendorio, da Bitonto
23. Comune di 1ª Classe Elettricista Vito Stucci, da Bari
24. Comune di 1ª Classe Motorista Bartolomeo Tedesco, da Favignana
25. Comune di 1ª Classe Nocchiere Antonio Tucci, da Sant'Arcangelo Trimonte
26. Comune di 2ª Classe Vincenzo Gioia, da Sommatino
27. Comune di 2ª Classe Gaetano Milone, da Bari
28. Comune di 2ª Classe Rino Romani, da Castiglione della Pescaia
29. Comune di 2ª Classe Orazio Sgroi, da Letojanni